# Decisão interlocutória
Decisão interlocutória, no ordenamento jurídico brasileiro, é um dos atos processuais praticados pelo juiz no processo, que, conforme art. 203, § 2º do novo Código de Processo Civil, decide uma questão incidente sem resolução do mérito, isto é, sem dar uma solução final à lide proposta em juízo (característica esta da sentença). A questão incidente é uma pendência que deve ser examinada como pressuposto para o que o pedido (questão principal) seja concedido.

## Presença no direito brasileiro
No STF, esse tipo de decisão representa cerca de 10% (9.711 decisões interlocutórias) do total de decisões proferidas (102.424 decisões). O STF desmembra decisões liminares (2.856 decisões) e decisões de sobrestamento (4.899 decisões) da decisão interlocutória apenas para fins estatísticos, apesar de considerar os dois primeiros tipos também como decisões interlocutórias. Assim, pode-se considerar o indicador restante (1.956 decisões) para outros tipos de decisões interlocutórias.

## Tipos de decisões interlocutórias
Não é possível elencar exaustivamente as decisões interlocutórias, porque toda e qualquer questão surgida no desenvolvimento do processo pode gerar decisão judicial[carece de fontes?]. São exemplos de decisões interlocutórias:
- decisões liminares[4];
- deferimento ou não de produção de provas;
- decisões de sobrestamento[4];
- julgamento de exceções.

## Recorribilidade
Conforme art. 1.015 do Código de Processo Civil Brasileiro, o recurso cabível contra as decisões interlocutórias no direito processual civil brasileiro é o agravo de instrumento que em seus incisos elencam as possibilidades de cabimento, sendo a priori, um rol taxativo e possuindo 15 dias de prazo para sua interposição.